# Orchis ×hybrida
Espèce
Synonymes
- Orchis dubia E.G.Camus[2]
- Orchis fuchsii var. stenoloba Coss. & Germ.[2]
- Orchis hybrida (Lindl.) Boenn. ex Rchb.[3]
- Orchis militaris var. hybrida Lindl.[2]

Orchis ×hybrida est une espèce hybride entre l'Orchis militaire et l'Orchis pourpre, de la famille des Orchidacées.